# Rosario Etchebarne
María del Rosario Etchebarne Scandroglio (Montevideo) es una arquitecta uruguaya, que trabaja en el desarrollo y puesta en práctica de una técnica de bioconstrucción utilizando barro.

## Biografía
De nombre completo María del Rosario Etchebarne Scandroglio ingresó a facultad de Arquitectura de la Universidad de la República en 1973. A fines de 1979 viaja a Salto donde trabaja como estudiante becaria en la Represa de Salto Grande. Se licenció en arquitectura en 1982 en la Universidad de la República.
Desde 1993 trabaja como profesora adjunta coordinando el Área Tecnológica de la Universidad de la República en la ciudad de Salto integrando el equipo que investiga, asesora y construye casas de tierra. Es responsable de la capacitación y transferencia tecnológica de tres proyectos de diseño y construcción con tierra financiados por el Ministerio de Vivienda y Ordenamiento Territorial de Uruguay en los departamentos de Salto, Canelones y Montevideo. 
Es coautora de la publicación del libro Manual de Construcción con tierra, año 1997.  Integra la Asamblea del Claustro de la Regional Norte y el área científico tecnológica.
En 1994 junto a Gabriela Piñeiro y Ana Beasley presentó en un Congreso en Cuba un trabajo sobre las casas de barro que forma parte de la Unidad Regional de Estudios y Gestión de Hábitat. En 1995 viaja a capacitarse a Bolivia y en 1996 a Colombia. En 2009 accede a Grado 4 en la universidad comenzando a desarrollar programas de enseñanza, investigación y extensión en el área tecnológica.
Es integrante de la Cátedra Unesco "Arquitecturas de Tierra, Culturas Constructivas y Desarrollo durable" (sede en Francia) y de la Red Iberoamericana Proterra.